# Vejle Taekwondo Klub
Vejle Taekwondo klub, kaldet Tang-soo, som er et gammelt navn for Taekwondo, er den næstældste taekwondoklub i Danmark, idet den blev oprettet i 1973. Tang-soo kommer fra stilarten Tang Soo Do, der er en tidligere form for Taekwondo.

## Historie
Efter i en årrække at have trænet på forskellige skoler i Vejle, fik klubben i 1990 sine egne lokaler på Horsensvej 74, hvor der trænes i dag.

## Personel
Klubbens 6 mastere er Dannie Frederiksen, 7. dan, John R.Nielsen, 5. dan, Torben Eker, 4. dan, Carsten Kersø 4. Dan, Tom Jepsen 5. Dan og Flemming Hagen Jensen 5. Dan.
Derudover har Tang-soo flere gradueringsberettigede, som må graduere fra 10. kup, hvidt bælte, til 1. kup, som er sidste grad inden det sorte bælte. Klubbens chefinstruktør er Tom Jepsen 5. Dan.

## Koncept
Medlemmerne kommer fra mange forskellige etniske baggrunde. Tang Soo er alliancefri klub under DTaF, men tæller både Dan-bærerne, der er gradueret i DTaF, samt medlemmer som er gradueret i TTU, CV og Sim UU.  